# Бібліотека Сарагоського університету
41°38′50″ пн. ш. 0°53′12″ зх. д. / 41.6473° пн. ш. 0.88674° зх. д.
Бібліотека Сарагоського університету (BUZ) — система бібліотек Сарагоського університету. Відповідає за управління інформаційними ресурсами та пов'язану з цим діяльність у галузі навчання, викладання, наукових досліджень та безперервної освіти. Основна мета — робота зі збільшення, збереження, поширення та доступності інформаційних ресурсів як учасника процесу створення знань.
Структура, функції, цінності та цілі бібліотеки визначені в її політиці та посібнику з послуг, а також у стратегічному плані, останній з яких створений у 2021—2024 роках. До складу бібліотеки університету входять 19 центральних бібліотек та бібліотек університетського містечка, а також адміністративний центр та інші додаткові бібліотеки, які включені до складу в результаті угод із сторонніми установами.

## Історія
Офіційне відкриття бібліотеки Сарагоського університету відбулося 17 листопада 1796 року, коли було відкрито публічний доступ до фондів. Створення бібліотеки було результатом просвітницької та освітньої політики короля Карла III, який королівським указом від 14 березня 1759 року розпорядився створити бібліотеки у всіх університетах королівства.
Розвиток бібліотеки було припинено внаслідок війни за незалежність Іспанії. 4 серпня 1809 року, під час другої облоги міста французькими військами, будівля бібліотеки була зруйнована. Відновлення починається після війни, але відсутність суттєвого фінансування зробила цей процес тривалим. Це започаткувало розвиток мобільної бібліотеки, що стало частиною її самобутності. Бібліотека була без постійної будівлі протягом усього XIX століття і більшої частини XX століття. Повторне офіційне відкриття бібліотеки відбулося 1849 року. До кінця XIX століття бібліотека розділилася на три секції: Головна/Університетська бібліотека, бібліотека медицини та науки та історичний архів. Всо ці фонди були розподілені на початку 20 століття.
Під час Громадянської війни в Іспанії багато традиційних бібліотечних функцій було витіснено встановленням про-Франківської ідеології та культурними репресіями. Ця діяльність включала забезпечення військ книгами та іншими матеріалами (Servicio de Lectura al Soldado) та організації комісій з очищення бібліотек в Університеті Сарагоси від творів, заборонених фашистською державою. У період правління Франка будівництво району Ciudad Universitaria (університетське місто) вимагало поступового переміщення кількох відділів бібліотеки. Коледжі літератури та філософії, наук, права та медицини, а також відповідні бібліотеки були перенесені до нового кампусу. Більшість архівів та історичних матеріалів були перенесені в будівлю «Філологія та філософія», але частина колекції все ще залишалася в каплиці Сербуни XVI століття, коли сталася її саморуйнація руйнація 6 травня 1973 року. Ця подія була пов'язана з погіршенням стану будівлі та неувагою до цього факту керівництва університету.
Після затвердження Закону про реформу університету у 1984 році було затверджено нові демократичні підзаконні акти, й бібліотека почала відновлюватися. Це було початком періоду змін, який включав значне збільшення чисельності персоналу та будівництво нових бібліотечних будівель для Коледжу економіки та бізнесу (1996 рік) та Коледжу літератури та філософії/мистецтв та літератури (2003 рік). Бібліотека розпочала поступову реорганізацію своїх колекцій, відійшовши від традиційного фрагментарного характеру, але зберігши при цьому децентралізацію окремих коледжів. Процес автоматизації каталогу та розвитку електронної бібліотеки проходив з 1995 року до початку XXI століття.
У 1984 році, в рік 400-річчя університету, Головну бібліотеку перенесли до нещодавно відреставрованої та модифікованої будівлі, яку побудували для коледжів медицини й науки та яку спроєктував Рикардо Магдалена (архітектор та дизайнер, уродженець Сарагоси). 2011 року головна бібліотека, пов'язані з нею служби та Європейський Центр документації, повернулися до головної читальної зали. Стара читальна зала тепер служить виставковим простором для колекції «Бібліотеки Сарагоського університету».

## Структура
Бібліотека Сарагоського університету — це бібліотечна система, що включає багато установ і керована бібліотечною комісією.

## Фонди та колекції

### Фонди бібліотеки Сарагоського університету
Бібліотека Університету Сарагоси включає найважливіші бібліотечні фонди всього Арагона. Він містить понад 1 мільйон томів у різних форматах та на різних носіях і забезпечує доступ до більш ніж 20 000 онлайн журналів та баз даних, відповідних напрямків навчання в університеті; доступ до онлайн-ресурсів можливий з 24 точок доступу в навчальних корпусах на території кампуса. Через Roble, онлайн-каталог, користувачі можуть дізнатися, що доступно в бібліотеці, і підписатися на отримання оновлень за новопридбаними виданнями. З 2013 року інструмент пошуку Alcorze дозволяє користувачам одночасно виконувати пошук за каталогом бібліотеки, цифровим репозиторієм та базами даних підписки.

### Сховища
У межах своєї діяльності зі збереження знань університет зберігає колекції, які містять матеріали, що мають значну внутрішню чи історичну цінність. Більшість цих колекцій зберігаються в головній бібліотеці. Через свою унікальність ці матеріали зберігаються у спеціальному блоці колекцій із додатковими обмеженнями. Чимало таких матеріалів доступні через цифрові архіви Університету Сарагоси. Основні елементи колекції включають 416 рукописів, датованих XV—XIX століттями, 406 інкунабул та важливу колекцію друкованих праць з XVI—XVIII століть. Крім того, існує широкий спектр публікацій від науково-орієнтованих та культурних установ з усього Арагону. Проєкт BIVIDA (цифрова бібліотека Арагонського права) надає оцифровані копії багатьох робіт з арагонського права, що зберігаються в бібліотеці Сарагоського університету.

## Відкритий доступ в Сарагоському університеті
З 2008 року бібліотека Сарагоського університету активно підтримує політику відкритого доступу через цифрове сховище Zaguán, яке надає доступ до широкого спектру оцифрованих документів з архівів бібліотеки, зокрема наукові статті, книги, дисертації, звіти, препринти та особисті архіви, заповідані чи подаровані бібліотеці.

## Відзнаки
У 2011 році бібліотека здобула премію EFQM Excellence Award 400+ за свою систему управління, засновану на критеріях моделі EFQM Excellence. Цей рейтинг був оновлений у 2013, 2015 та 2018 роках. Крім того, у 2012 році Інститут розвитку Арагона присвоїв бібліотеці рейтинг Club Empresa 400 та нагородив премією «За видатні досягнення у бізнесі у 2013 році».